# محوطه یال عجم‌ها
محوطه یال عجم‌ها مربوط به هزاره اول قبل از میلاد است و در شهرستان سقز، بخش مرکزی، روستای قرچر واقع شده و این اثر در تاریخ ۲۷ مرداد ۱۳۸۲ با شمارهٔ ثبت ۹۶۵۲ به‌عنوان یکی از آثار ملی ایران به ثبت رسیده است.